# 17703 Bombieri
17703 Bombieri (1997 RS5) là một tiểu hành tinh vành đai chính được phát hiện ngày 9 tháng 9 năm 1997 bởi P. G. Comba ở Prescott.